# Organika Trade
Organika Trade – jeden z najwyższych budynków w Gdańsku. Położony jest przy ulicy Heweliusza, na Starym Mieście.
Zbudowany został w latach 70. XX wieku. Był wtedy najwyższym biurowcem w Gdańsku. Budynek ma 12 640 m² powierzchni całkowitej. Obecnie budynek należy do spółki Heveliusa 11.